# 平原公主 (唐宣宗之女)
平原公主（834年—863年1月15日），唐朝公主，是中国唐朝第十六代皇帝唐宣宗李忱的第十一女。她的生母不详，出家为女道士。平原公主于唐懿宗咸通三年（862年）十二月廿二日去世，终年二十九岁，被追封为平原长公主。咸通四年（863年）四月十七日，平原长公主被葬在长安万年县崇道乡夏侯村。